# Eickener Straße 59 (Mönchengladbach)

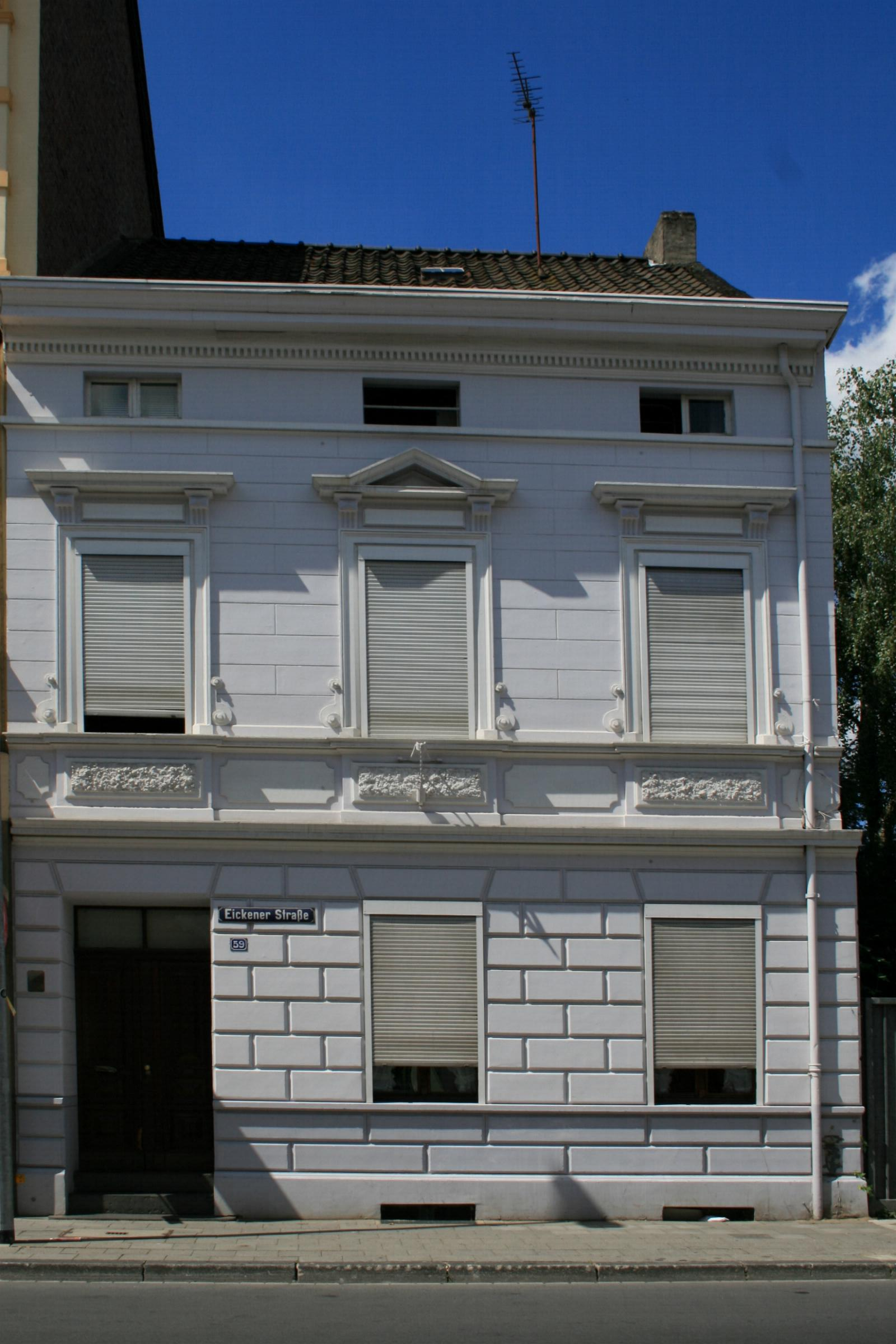
Wohnhaus (2010)

Das Wohnhaus Eickener Straße 59 steht im Stadtteil Eicken in Mönchengladbach (Nordrhein-Westfalen).
Das Haus wurde 1880/1885 erbaut. Es ist unter Nr. E 022 am 7. August 1990 in die Denkmalliste der Stadt Mönchengladbach eingetragen worden.

## Architektur
Das Objekt liegt auf der Eickener Straße im Stadterweiterungsgebiet des 19. Jahrhunderts. Es handelt sich um ein dreiachsiges zweigeschossiges Wohnhaus mit Kniestock unter einem Satteldach und einem rückwärtigen Anbau sowie einer Schmuckfassade. Im Kniestock querrechteckige Dachraumbelichtung. Das Satteldach hat eine Hohlpfannendeckung.